# Шишківці (Новоселицька міська громада)
Ши́шківці — село в Україні, у Новоселицькій міській громаді Чернівецького району Чернівецької області.

## Географія
Через село тече річка Данівка, ліва притока Рингача.

## Населення

### Мова
Розподіл населення за рідною мовою за даними перепису 2001 року:
| Мова       | Кількість | Відсоток |
| ---------- | --------- | -------- |
| українська | 358       | 96.5%    |
| румунська  | 10        | 2.7%     |
| російська  | 3         | 0.8%     |
| Усього     | 371       | 100%     |

## Особистості
- Юрій Сергій Ілліч — доктор економічних наук.

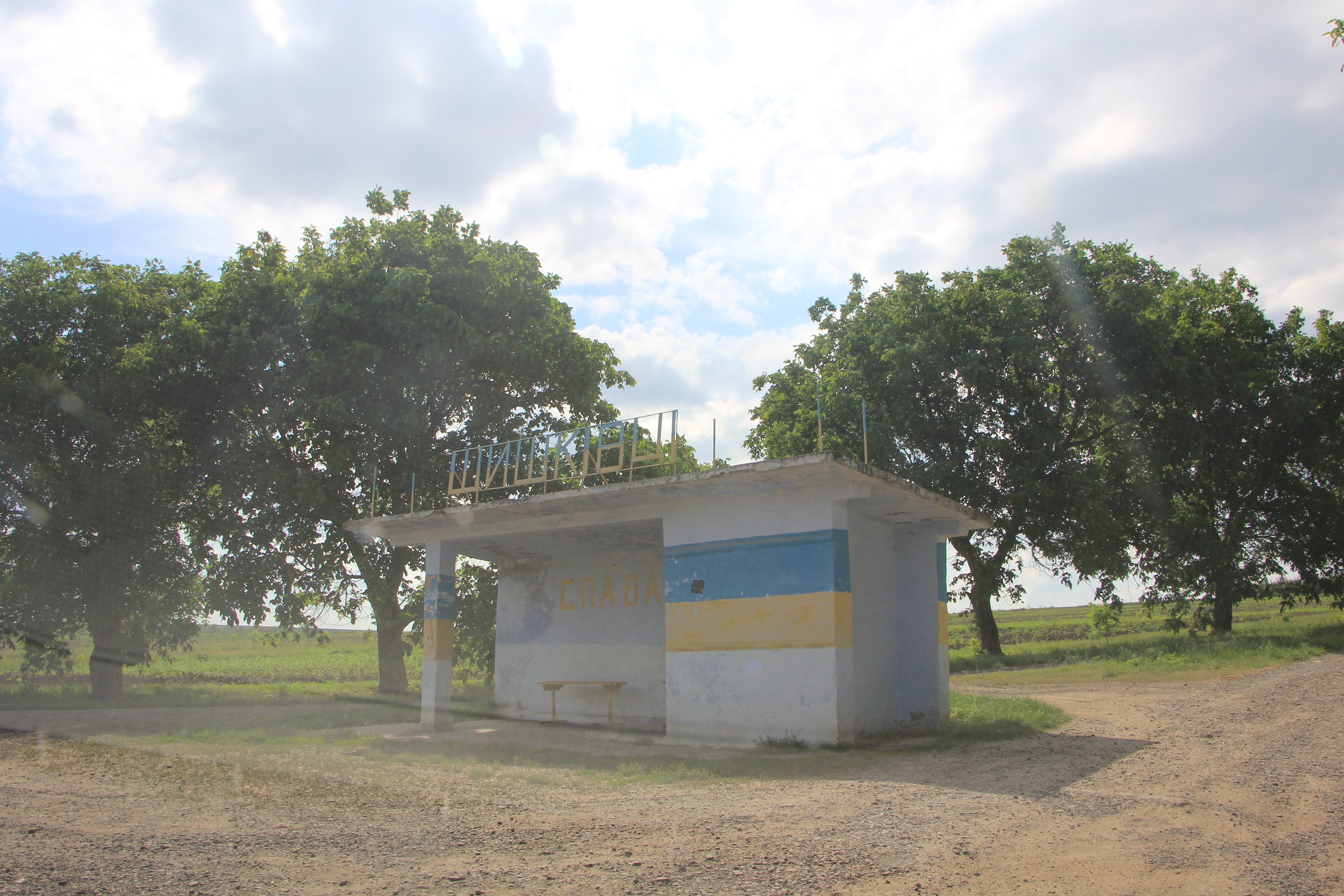
Автобусна зупинка с. Шишківці Новоселицького району
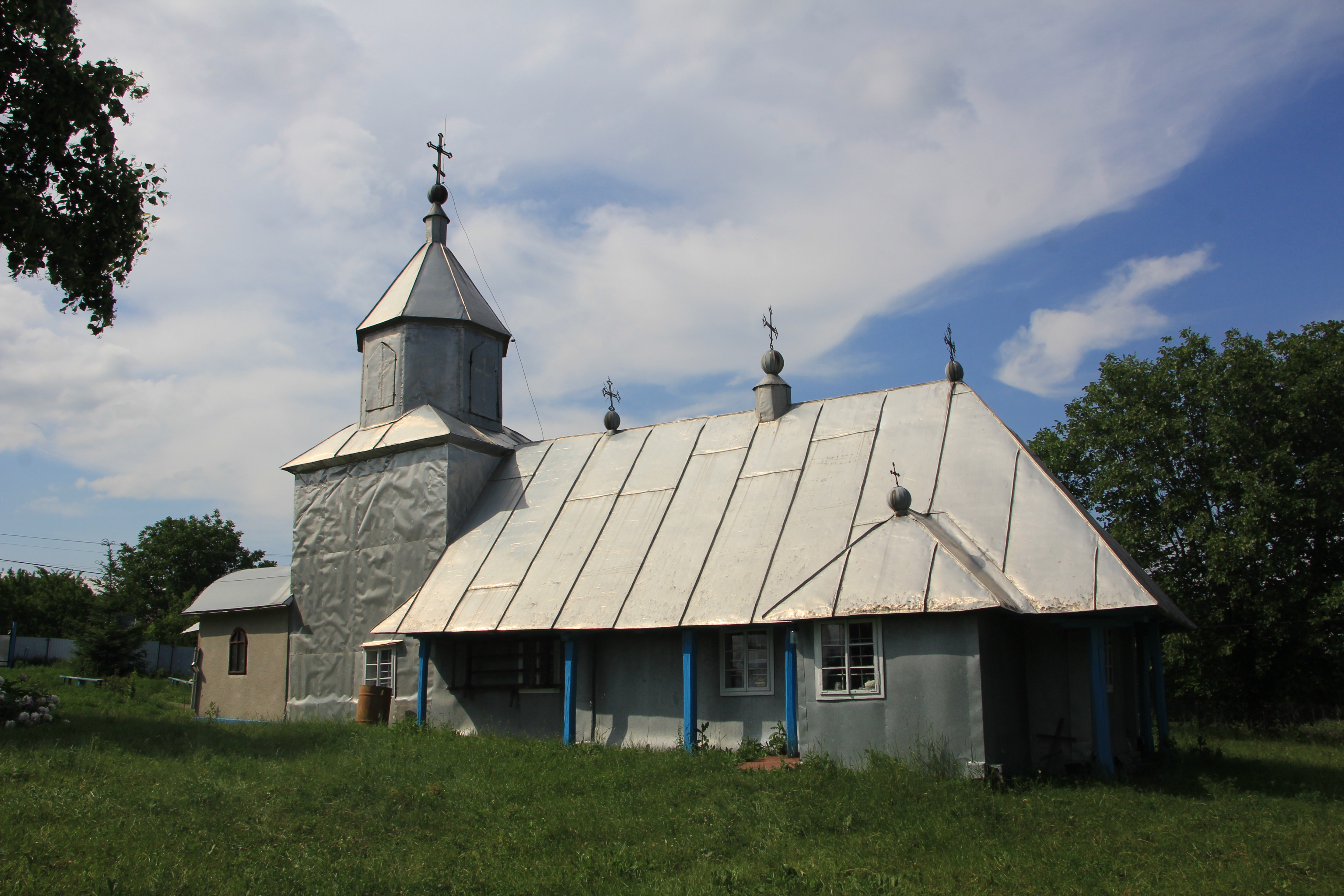
Церква Різдва Пр. Богородиці с. Шишківці Новоселицького району
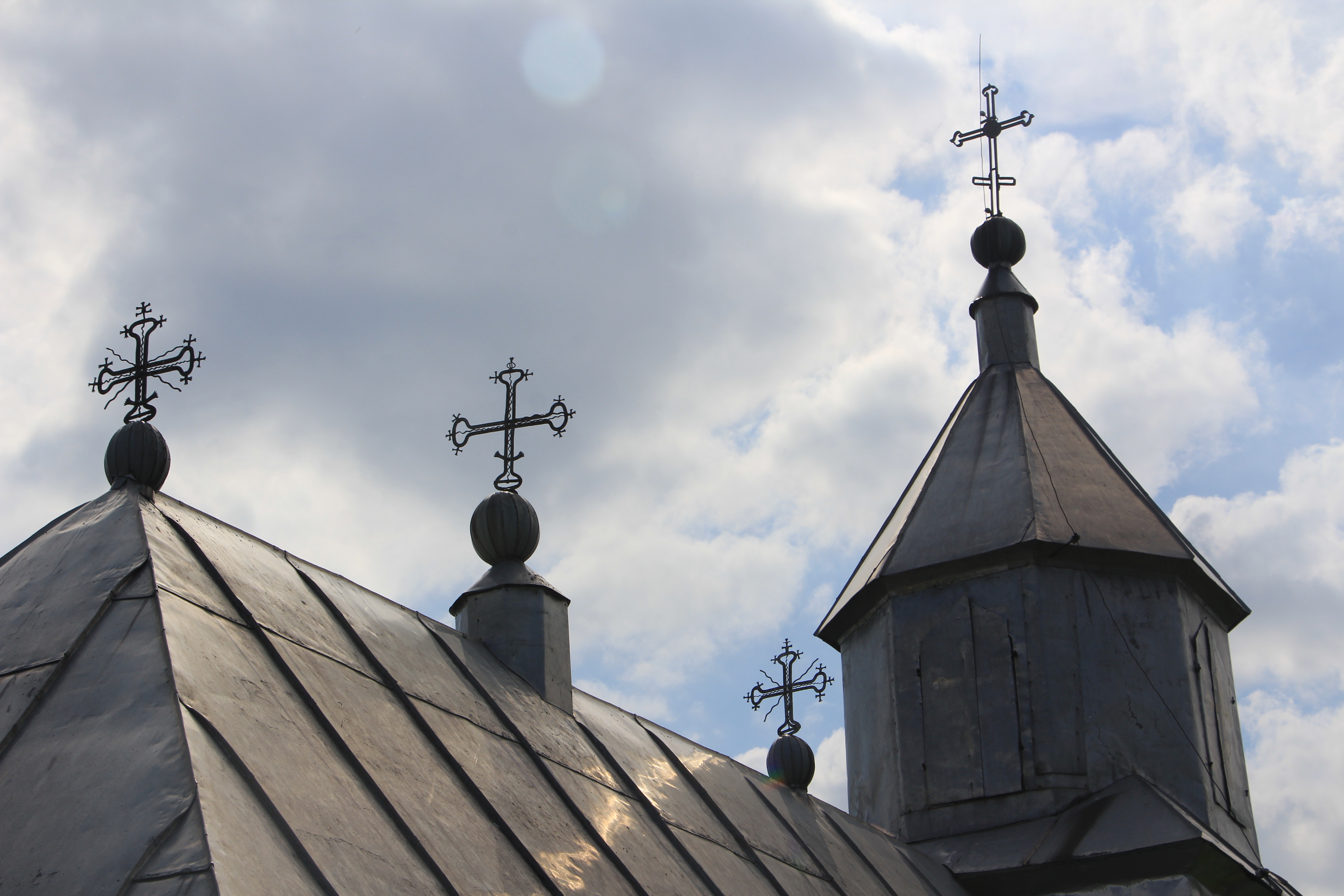
Церква Різдва Пр. Богородиці с. Шишківці Новоселицького району
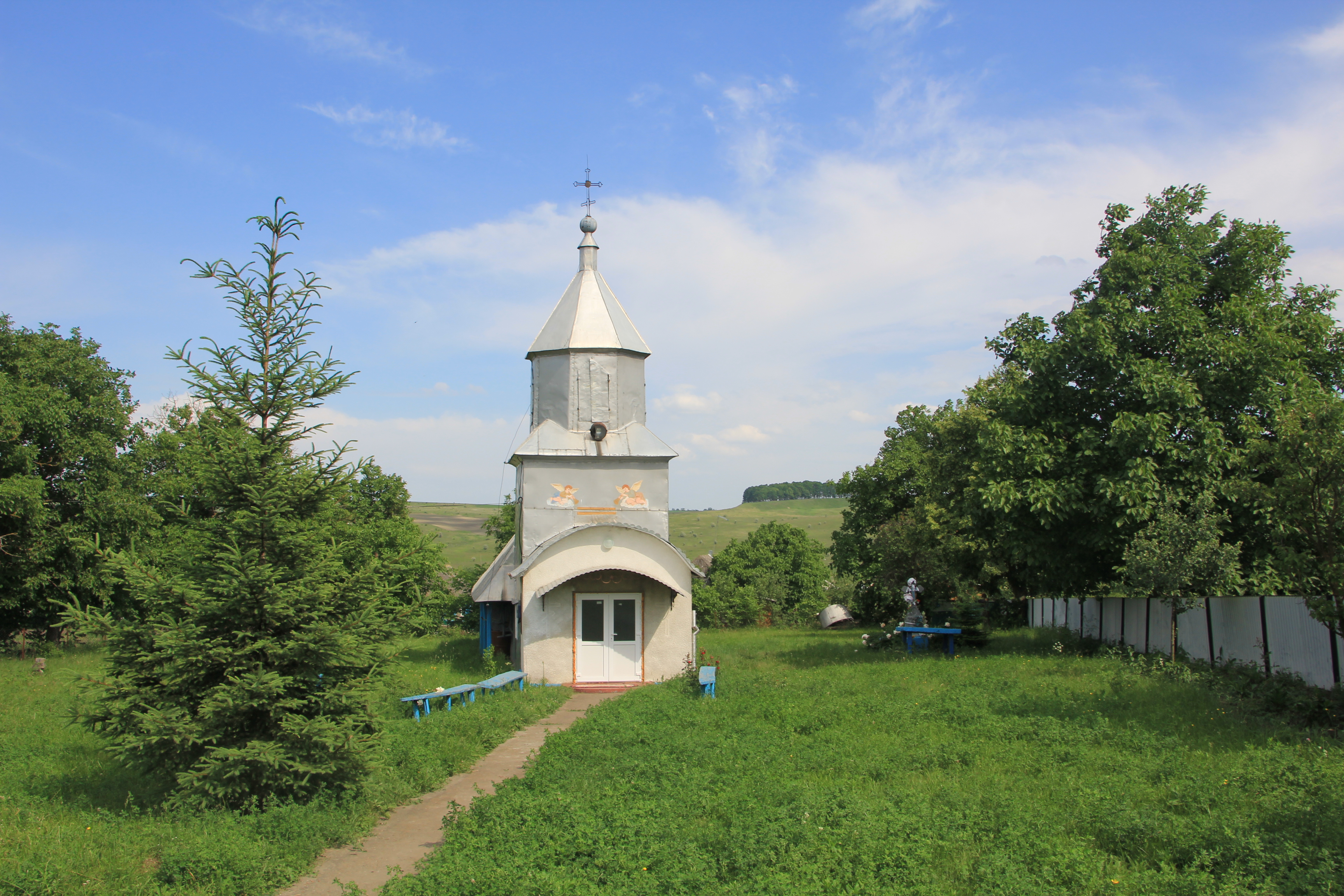
Церква Різдва Пр. Богородиці с. Шишківці Новоселицького району